# هارون ليم
هارون ليم هو مهندس ماليزي، ولد في 22 يونيو 1985 في سلاغور في ماليزيا.